# خوسيه لوبيز
خوسيه لوبيز (بالإسبانية: José Ignacio López Sanjuán)‏ (1 أبريل 1940 إسبانيا - ) هو لاعب كرة قدم إسباني يلعب كمدافع.